# Nuestra Belleza Latina 2009
Nuestra Belleza Latina 2009 es la tercera temporada de Nuestra Belleza Latina trasmitida por Univision. Es un certamen de belleza en el que participan las mujeres latinas residentes en Estados Unidos. La ganadora Greidys Gil ostentó el título de Nuestra Belleza Latina por un año y fue premiada con un contrato para ser una de las caras de la personalidad nueva en el canal de Univision, además de $ 250.000 dólares.

## Cambios
Julián Gil deja el concurso y en sustitución de él, se incorpora el actor y modelo Jorge Aravena. Por primera vez es expulsada una chica por romper las reglas Stephanie por ella entra Chastelyn.

## Jueces
- Osmel Sousa
- Lupita Jones
- Jorge Aravena

### Concursantes
| Resultado                   | Delegada |
| --------------------------- | --- |
| Nuestra Belleza Latina 2009 | - Cuba - Greidys Gil |
| 2º Lugar                    | - México - Marycarmen López |
| 3º Lugar                    | - Ecuador - Catalina López |
| 4º Lugar                    | - México - Mónica De León |
| 5º Lugar                    | - República Dominicana - Janice Bencosme |
| 6º Lugar                    | - México - Berenice Guzmán |
| 7º Lugar                    | - Puerto Rico - Mónica Pastrana |
| 8º Lugar                    | - Honduras\| México - Jennifer Andrade |
| 9º Lugar                    | - Puerto Rico - Chastelyn Rodríguez |
| 10º Lugar                   | - República Dominicana\| México - Susie De Los Santos |
| 11º Lugar                   | - México - Anna Valencia |
| 12º Lugar                   | - Colombia - Vanessa Lotero |
| Top 20                      | - Brasil - Eloisa Alves - Cuba - Lissette Rodríguez - Cuba - Elizabeth Robaina - México - María Elena Anaya - Nicaragua - Melissa Santos - Puerto Rico - Stephanie Figueroa (Descalificada) - Puerto Rico - Francheska Mattei (Espía) - Venezuela - Michelle Justiniano |

## Tabla de Eliminación
| Top 12 | Ganadora | Primera Finalista |

| A Salvo | Bottom 3 | Bottom 2 | Ganó el reto semanal | Bottom 3 Ganó el reto semanal | Eliminada |

| Etapa:  | Etapa:              | Finales    | Finales    | Finales    | Finales    | Finales    | Finales    | Finales        | Finales |
| Semana: | Semana:             | 4/5        | 4/13       | 4/19       | 4/26       | 5/3        | 5/10       | 5/17           |         |
| Lugar   | Candidata           | Resultados | Resultados | Resultados | Resultados | Resultados | Resultados | Gala Final     |         |
| 1       | Greidys Gil         | Ganó       |            |            |            |            | Bottom 2   | Ganadora       |         |
| 2       | Marycarmen López    |            |            |            |            | Ganó       |            | 1.ª. Finalista |         |
| 3       | Catalina López      |            | Ganó       |            |            | Bottom 2   |            | 2.ª. Finalista |         |
| 4       | Mónica De León      | Bottom 3   |            |            | Bottom 3   |            |            | 3.ª. Finalista |         |
| 5       | Janice Bencosme     |            |            |            |            |            |            | 4.ª. Finalista |         |
| 6       | Berenice Guzmán     | Bottom 2   |            | Ganó       | Bottom 2   |            | Bottom 3   | 5.ª. Finalista |         |
| 7       | Mónica Pastrana     |            | Bottom 3   |            |            | Bottom 3   | 7th Place  |                |         |
| 8       | Jennifer Andrade    |            |            | Bottom 2   | Ganó       | 8th Place  |            |                |         |
| 9       | Chastelyn Rodríguez |            |            | Bottom 3   | 9th Place  |            |            |                |         |
| 10      | Susie De Los Santos |            | Bottom 2   | 10th Place |            |            |            |                |         |
| 11      | Anna Valencia       |            | 11th Place |            |            |            |            |                |         |
| 12      | Vanessa Lotero      | 12th Place |            |            |            |            |            |                |         |